# Alf Clausen
Alf Clausen (* 28. März 1941 in Minneapolis, Minnesota; † 29. Mai 2025 in Los Angeles, Kalifornien) war ein US-amerikanischer Komponist.

## Leben
Alf Clausen studierte Musik an der North Dakota State University, der Universität von Wisconsin und am Bostoner Berklee College of Music. Ab 1967 lebte er in Los Angeles. Ab dieser Zeit war er zunächcts als Kopist für verschiedene Fernsehformate tätig. ab Mitte der 1970er Jahre war er als Musikdirektor aktiv. Mit zunehmenden Renommee konnte er schließlich in den beginnenden 1980er Jahren als Komponist und Dirigent fußfassen.
Clausen wurde besonders durch seine Kompositionen für verschiedene Fernsehserien bekannt und schrieb dabei unter anderem die Musik für die TV-Serien Das Model und der Schnüffler, Die Simpsons und Alf. Die Arbeit an Das Model und der Schnüffler bedeutete seinen Durchbruch für seine Arbeit im Fernsehen. An den Simpsons war er seit 1990 beteiligt, sein Schaffen umfasst mehr als 550 Folgen. 2017 wurde er entlassen, was seinerseits auch juristische Auseinandersetzungen nach sich zog. 2022 kam es zu einer Einigung.
Clausen, der zuletzt an Parkinson erkrankt war, starb am 29. Mai 2025 im Alter von 84 Jahren. Er hinterlässt seine Ehefrau, fünf Kinder und elf Enkelkinder.

## Werke (Auswahl)
Als Orchestrator und Arrangeur
- 1982: Beastmaster – Der Befreier (Beastmaster)
- 1983: Mr. Mom
- 1984: Splash – Eine Jungfrau am Haken (Splash)
- 1984: Das turbogeile Gummiboot (Up the Creek)
- 1985: L.I.S.A. – Der helle Wahnsinn (Weird Science)
- 1986: Ferris macht blau (Ferris Bueller's Day Off)

Als Komponist
- 1985–1986: Das Model und der Schnüffler (Moonlighting, Fernsehserie)
- 1986: Tödliche Parties (Murder in Three Acts)
- 1986–1990: Alf (Fernsehserie)
- 1990–2017: Die Simpsons (The Simpsons, Fernsehserie)
- 1994–1995: The Critic (Fernsehserie)
- 1998: Half Baked – Völlig high und durchgeknallt (Half Baked)

## Auszeichnungen
Clausen gewann in den Jahren 1997 und 1998 den Emmy (für Die Simpsons) und wurde 28 weitere Male für diese Auszeichnung nominiert (darunter sechsmal für Das Model und der Schnüffler und 21 Mal für Die Simpsons). Fünf Mal erhielt er für seine Arbeit an den Simpsons den Annie Award. Insgesamt acht Auszeichnungen wurden ihm bei den ASCAP Film and Television Music Awards verliehen.